# Râul Deleni, Urluia
Râul Deleni este un curs de apă, afluent al râului Valea Baciului. 

## Hărți
- Harta Județului Constanța